# Filmowe Zwierciadła
Festiwal Filmów Amatorskich Filmowe Zwierciadła – polski festiwal w Ostrołęce.
Odbywa się od 1998 roku, w grudniu, w Kinie Jantar w Ostrołęce. Dwie pierwsze edycje były przeglądem filmów wyróżnionych na innych festiwalach. Po rocznej przerwie festiwal powrócił w 2001 roku w nowej formule jako autonomiczna impreza.
W ramach festiwalu odbywają się pokazy filmów konkursowych, studenckich, koncerty oraz wystawy fotografii.
Organizatorzy festiwalu: Ostrołęckie Centrum Kultury, Amatorski Klub Filmowy Jantar i Kino Jantar w Ostrołęce.